# Kunice (Boêmia Central)
Kunice é uma comuna checa localizada na região da Boêmia Central, distrito de Praha-východ.